# Josip Murn
Josip Murn, cunoscut și sub pseudonimul Aleksandrov, (n. 4 martie 1879, Ljubljana, Slovenia – d. 18 iunie 1901, Ljubljana, Slovenia) a fost un poet simbolist sloven.
Membru al asociației moderniste Zadruga, este considerat, alături de Ivan Cankar, Dragotin Kette, Oton Župančič, ințiator al modernismului în literatura slovenă.
A scris o poezie cromatică a peisajului natal, cu o lirică dedicată stărilor sufletești, străbătute de melancolie, tristeți simboliste, de presentimentul sfârșitului iminent. Cea mai importantă operă a sa este Pesme in romance („Poezii și romanțe”), apărută postum în 1903.